# قشلاق قرة جالو حاجي ايمان (مقاطعة بيله سوار)
قشلاق قرة جالو حاجي ایمان (بالفارسية: قشلاق قره جالوحاجی ایمان) هي منطقة سكنية تقع في إيران في أردبيل. يقدر عدد سكانها بـ 145 نسمة .